# Due diligence
De Engelse term due diligence betekent letterlijk "passende zorgvuldigheid". In fusies en overnames en in de accountancy is er echter een specifieke betekenis, namelijk boekenonderzoek, bijvoorbeeld bij een bedrijfsovername.
Een voorbeeld van het gebruik van de term door cargadoors in charterparties: 'Charterers shall excercise due diligence to ensure that the vessel is only employed between and at safe ports'. Hiermee wordt eenvoudig afgesproken dat de bevrachters zorgvuldig het een en ander zullen proberen te regelen.
Verder zijn banken en dergelijke in toenemende mate verplicht tot due diligence bij het accepteren van (opdrachten van) klanten, om onder meer witwassen, corruptie en de financiering van terrorisme tegen te gaan. Termen in dit verband zijn know your customer (KYC), customer due dilligence (CDD) en enhanced due dilligence (EDD). Zie ook de Nederlandse Wet ter voorkoming van witwassen en financieren van terrorisme.

## Due diligence-onderzoek
Een due diligence-onderzoek richt zich op het vaststellen van de juistheid van de aan de koper gepresenteerde informatie en het in beeld brengen van risico’s en kansen van de over te nemen onderneming. Normaliter richt een due diligence-onderzoek zich op financiële, fiscale, juridische en commerciële aspecten. Al naargelang de aard en omvang van de onderneming betreft dit ook milieu, IE, HR of IT en het risico om 'lijken in de kast' aan te treffen nadat een bedrijf is overgenomen.

### Het belang
Het uitvoeren van een grondig due diligence-onderzoek is eigenlijk onmisbaar indien een belangrijke investeringsbeslissing wordt genomen. Niet alleen is de koper verplicht onderzoek te doen voordat deze koopt, ook geeft een due diligence-onderzoek nuttige informatie als basis voor de onderhandelingen en voorkomt verrassingen achteraf.
De resultaten van een due diligence-onderzoek kunnen leiden tot aanpassing van de transactievoorwaarden. Zo kan een due diligence-onderzoek invloed hebben op de overeengekomen overnameprijs, bijvoorbeeld indien blijkt dat de werkelijke cijfers afwijken van de verwachtingen die de koper had bij het uitbrengen van een bod. Voorbeelden zijn:
- Te hoog verantwoorde activa zoals debiteuren
- Niet volledig verantwoorden van verplichtingen
- Wegvallen van een belangrijke klant
- Achterblijvende marges
- Wijzigingen in de kostenstructuur
- Change of control-clausules in belangrijke contracten

Ook komt het voor dat er risico’s worden gesignaleerd die niet direct invloed hebben op de prijs maar wel kunnen leiden tot grote kosten in de toekomst. Dit betreft dan met name zogenaamde latente verplichtingen, zoals een mogelijke claim die nog niet is verantwoord. Indien het risico concreet is, wordt een vrijwaring opgenomen in de koopovereenkomst (Sale and purchase agreement, SPA). Is het risico reëel maar niet concreet, dan wordt meestal een garantie opgenomen in de koopovereenkomst.
Een due diligence-onderzoek geeft een goed beeld van de onderneming. In het due diligence-rapport worden de sterke en minder sterke kanten van de onderneming beschreven en worden verbeterpunten voor de situatie na overname geformuleerd.

## Customer Due Diligence (CDD of KYC)
In verband met antiwitwaswetgeving zijn dienstverleners verplicht om hun klanten te identificeren, teneinde te voorkomen dat ze misbruikt worden voor witwaspraktijken. Dit betekent dat de klant wordt gescreend, de zogenaamde Customer Due Diligence die in de volksmond ook wel bekendstaat als KYC (Know Your Client). Natuurlijke personen moeten in beginsel een paspoortkopie en adreslegitimatie overhandigen, en rechtspersonen moeten informatie verstrekken over de hele concernstructuur, tot aan de uiteindelijk economisch gerechtigde. Hierbij moet worden gescreend op verschillende risicofactoren, alsmede op eventuele veroordelingen in het verleden, of negatieve berichtgeving in de media. Ook worden sleutelfunctionarissen vaak gescreend tegen zwarte lijsten van onder andere de financiële regulator. Ook wordt gekeken naar de reden van het willen afnemen van de dienst en de transactie zelf (KYT, Know Your Transaction). Deze screening is een conditio sine qua non voor het verlenen van de dienst; wanneer de klant niet of onvoldoende informatie verstrekt mag het bedrijf de dienst niet verlenen en moet hij de klant aangeven bij de FIU.
Deze KYC vormt derhalve een van de pijlers onder het antiwitwasbeleid dat ondernemingen verplicht zijn te voeren. Hiermee wordt niet alleen het risico voor de onderneming zelf in kaart gebracht maar wordt ook een preventief effect tegen witwassen gecreëerd. Het grote nadeel is dat dergelijk onderzoek veel tijd en daarmee geld kost en de prijs van de dienstverlening opdrijft. Hierdoor worden ook bankrekeningen en de overboekingen van gelden duurder en lastiger voor een grote groep minderbedeelden. Ook dreigt hierdoor een groep permanent te worden afgesneden van financiële dienstverlening, bijvoorbeeld toch al kwetsbare prostituees die vaak worden geweigerd in verband met de witwasgevoeligheid van hun werk.

## Europese Unie
In maart 2021 stemde het Europees Parlement, op initiatief van parlementslid Lara Wolters, voor een resolutie om de Commissie op te dragen wetgeving te ontwikkelen die bedrijven verplicht in hun waardeketen de invloed op mens en milieu aan te pakken. Op 13 juni 2024 werd Richtlijn (EU) 2024/1760 inzake passende zorgvuldigheid in het bedrijfsleven op het gebied van duurzaamheid (Engels “Corporate Sustainability Due Diligence Directive 2024”, CSDDD) gepubliceerd.
In een reactie dreigde Qatar ermee de gaskraan naar Europa dicht te draaien als de Europese Unie effectief boetes zou gaan opleggen.